# Молошковичі (зупинний пункт)
Моло́шковичі — залізничний пасажирський зупинний пункт Львівської дирекції залізничних перевезень Львівської залізниці.
Розташований на околиці села Молошковичі Яворівського району Львівської області на лінії Затока — Яворів між станціями Затока (12 км) та Янтарна (3 км).
Станом на липень 2025 року щодня одна пара електропоїзда прямує за напрямком Львів — Шкло-Старжиська — Львів.